# Алексіс (ім'я)
Алексіс (грец. ἀλέξειν) — жіноче та чоловіче особове ім'я.

## Носії
- Алексіс Александріс — грецький футболіст і футбольний тренер
- Алексіс Алексіу — грецький футболіст
- Алексіс Алексудіс — грецький футболіст
- Алексіс Аліджай — американська реперка
- Алексіс Аргуельйо — нікарагуанський боксер
- Алексіс Бека Бека — французький футболіст конголезького походження
- Алексіс Бледел — американська акторка
- Алексіс Блен — французький футболіст
- Алексіс Вастін — французький боксер
- Алексіс Вега — мексиканський футболіст
- Алексіс Гартман — американський педіатр і клінічний біохімік
- Алексіс Герман — американський політик
- Алексіс Гомбрехер — американський тенісист
- Алексіс Денісоф — американський актор
- Алексіс Джордан — американська акторка та співачка
- Алексіс Женні — письменник
- Алексіс Клод-Моріс — французький футболіст
- Алексіс Кохан — Канадсько-українська співачка
- Алексіс Мак Аллістер — аргентинський футболіст
- Алексіс Мануель Фрутос Вескен —
- Алексіс Мендес — американський футболіст
- Алексіс Мендоса — колумбійський футболіст
- Алексіс Міхалік — Французький / британський актор, сценарист і режисер
- Алексіс Мішель — американська Дрег-квін та співак
- Алексис Оганян — американський бізнесмен
- Алексі Пентюро — французький гірськолижник
- Алексіс Праусіс — американська тенісистка
- Алексіс Родрігес — борець, учасник Олімпійських ігор
- Алексіс Ролін — уругвайський футболіст
- Алексіс Ромао — тоголезький футболіст
- Алексіс Руано — іспанський футболіст
- Алексіс Рубалькаба — кубинський боксер
- Алексіс Салемакерс — бельгійський футболіст
- Алексіс Сантуш — португальський плавець
- Алексіс Санчес — чилійський футболіст
- Алексіс Сото — аргентинський футболіст
- Алексіс Тексіс — американська порноакторка
- Алексіс де Токвіль — французький політик та історик
- Алексіс Фліпс — французький футболіст
- Алексіс Форд — американська порноакторка
- Алексіс Ципрас — грецький політик
- Алексіс Шантрен — бельгійський футболіст